# Russische verovering van Siberië

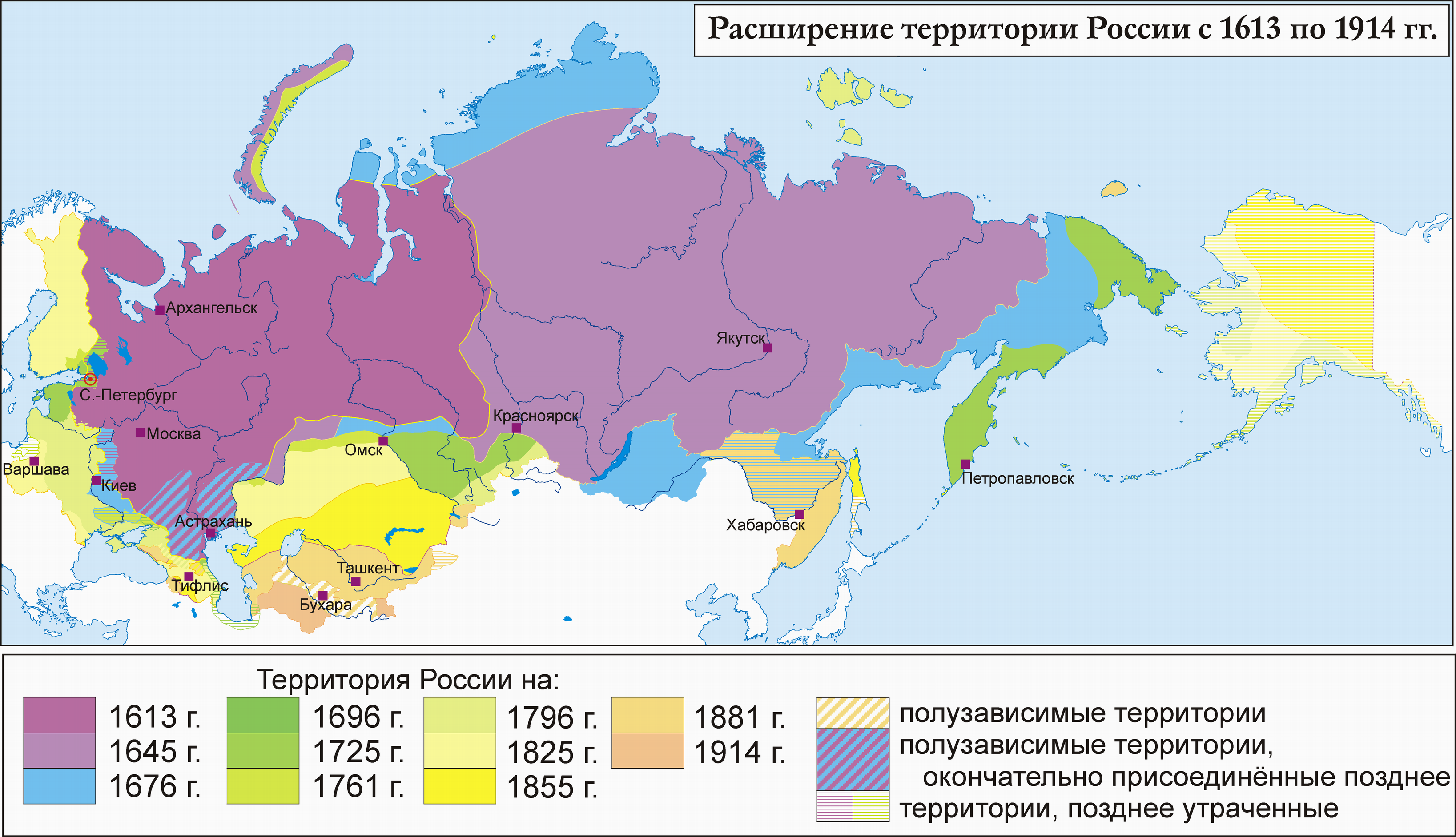
uitbreiding van het Russische rijk tussen 1613 en 1914

De Russische verovering van Siberië duurde van de tweede helft van de 16e tot het einde van de 17e eeuw. Daarna volgde het proces van de opname van Siberië en het Russische Verre Oosten in de Russische staat. Traditioneel wordt de campagne van Jermak tegen het kanaat Sibir in 1581 beschouwd als het beginpunt. Het omvatte de geleidelijke vooruitgang van de Siberische Kozakken en andere Russische militairen in het oosten, tot het bereiken van de Grote Oceaan en consolidatie van Kamtsjatka. 
De inlijving door de Russen leidde tot verzet van de lokale bewoners en vond plaats tegen een achtergrond van felle gevechten van inheemse volkeren met Russische Kozakken.  

## Geschiedenis

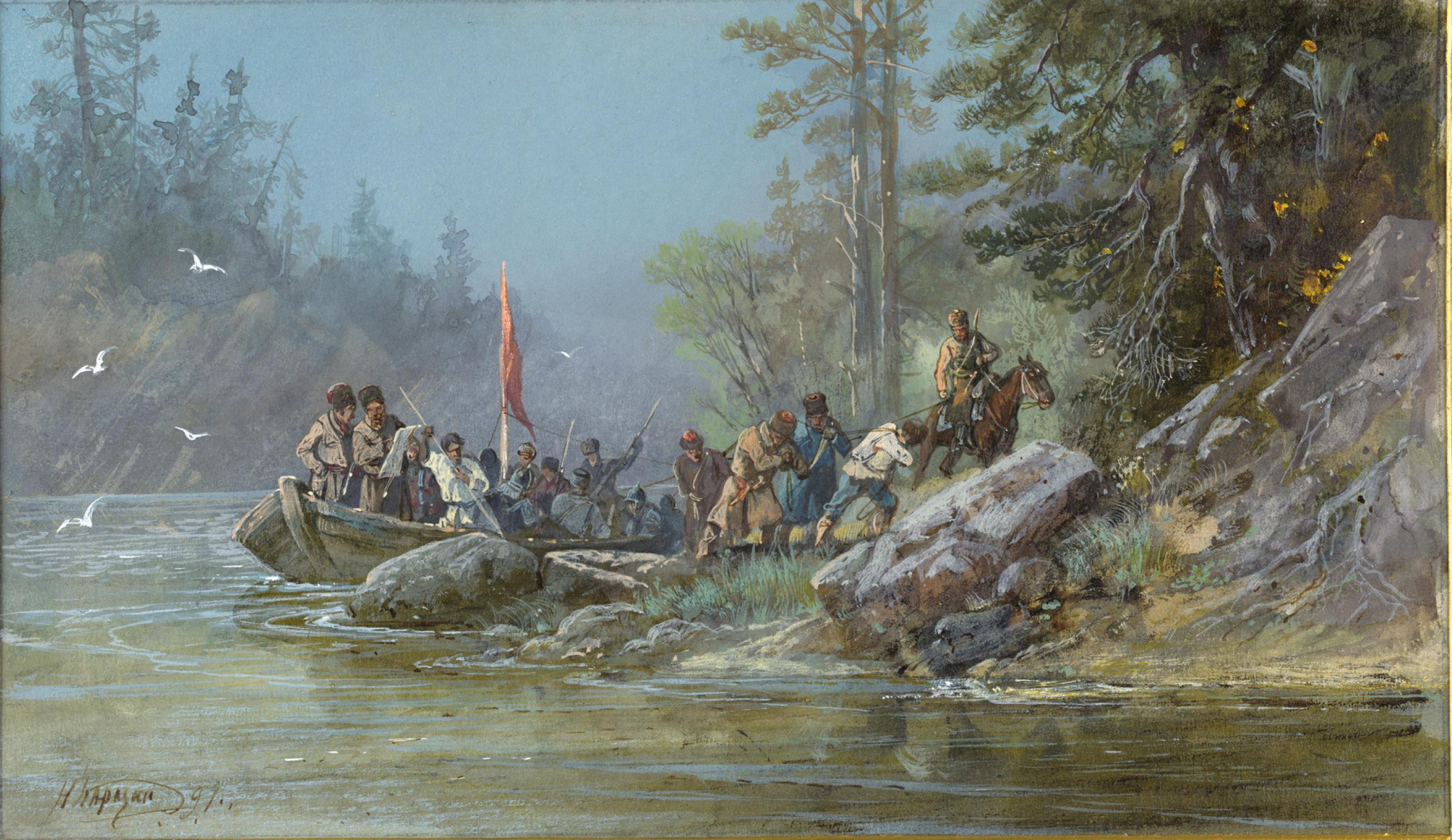
Siberische Kozakken (Nikolaj Karazin)

Voor hun uitbreiding maakten de Kozakken vooral gebruik van de waterwegen, met portages over land om van het ene naar het andere stroomgebied te geraken.  
Bij aankomst in het gebied van een inheemse stam begonnen de Kozakken vredesonderhandelingen, met een voorstel om de tsaar te gehoorzamen en jasak te betalen. Deze belasting bestond meestal uit bont en zachte stoffen. De onderhandelingen leidden niet altijd tot succes, waarna de zaak met de wapens werd beslist. Na de inheemsen onder de jasak te hebben gebracht, richtten de Kozakken op hun land ofwel versterkte ostrogen (als de stam oorlogszuchtig was), of eenvoudige winterkampen op, waar meestal een deel van de Kozakken als garnizoen bleef om de onderwerping in stand te houden en jasak te verzamelen. In hun gevolg kwamen kolonisten, administrateurs, geestelijken, handwerkers en handelaren. In de folklore van de volkeren van het noordoosten van Siberië wordt de benaming "Kozak" nog steeds gebruikt om te verwijzen naar etnische Russen. 
De meest actieve weerstand tegen de Russen werd geleverd door het kanaat Sibir, de Jenisej-Kirgiezen en een aantal grote stamverbanden zoals de Daur en de Tsjoektsjen. Er waren verschillende Chinees-Russische grensconflicten in Transbaikal en in het zuiden van het Verre Oosten.  
In het algemeen eindigde de verovering van Siberië tegen het einde van de 17e eeuw, toen de grenzen van de Russische staat in grote lijnen de huidige naderden. De inlijving van Kamtsjatka vond plaats aan het begin van de 18e eeuw, de definitieve verovering van Tsjoekotka in het midden van de 18e eeuw. 
Siberië werd ook een bruggenhoofd voor verdere Russische verovering van Centraal-Azië en het noordwesten van Noord-Amerika (Russisch-Amerika). 

## Gevolgen
De Russen stichtten veel forten in Siberië, die vervolgens uitgroeiden tot steden. In de 16e eeuw werden in het westen van Siberië de steden Tjoemen, Tobolsk en Soergoet opgericht. In de 17e eeuw volgden Tomsk, Krasnojarsk, Jakoetsk, Irkoetsk, Tsjita en Ochotsk in Oost-Siberië, in de 18e eeuw Omsk, Barnaoel, Petropavlovsk en andere.
De inheemse bevolking van Siberië nam als gevolg van epidemieën, de verspreiding van alcoholisme, en de onderdrukking van opstanden van volkeren die weigerden jasak te betalen, aanzienlijk af. De pokken braken voor het eerst in 1630 in West-Siberië uit. In de jaren 1650 verspreidde de ziekte zich ten oosten van de Jenisej, waar tot 80 procent van de Evenken en Jakoeten stierf. In de jaren 1690 nam het aantal Joekagieren door de pokken met ongeveer 44 procent af. Het aantal Korjaken halveerde in de eerste helft van de 18e eeuw als gevolg van militaire conflicten met de Russen. Door militaire expedities van Russische ontdekkingsreizigers naar het Amoergebied in de jaren 1640 werd de noordoever van de Amoer ontvolkt, en de Daur vluchtten massaal naar Mantsjoerije. De weerstand van de Tsjoektsjen was bijzonder hardnekkig, en duurde tot in de jaren 1730.

### Russische immigratie
Een belangrijke rol in de consolidatie van de uitgestrekte gebieden voor Rusland was de vestiging van Russische immigranten. De Russen begonnen Siberië te bevolken vanaf het einde van de 16e eeuw, en tegen het einde van de 17e eeuw overtrof het aantal Russen in Siberië dat van de diverse lokale bevolking. Na de afschaffing van de lijfeigenschap in 1861 verhuisden miljoenen Russische boeren in relatief korte tijd naar Siberië. Vanaf dat moment werden delen van Altaj, Noord-Kazachstan, evenals de pas aangesloten oblasten Amoer en Primorje, bewoond door de Russen. 
Tot op heden vormen Russen een aanzienlijke meerderheid in bijna alle regio's van Siberië behalve Toeva. In het Federaal district Siberië is het aandeel van Russen ongeveer 85 %, in het Verre Oosten 80%. In West-Siberië (oblast Tjoemen) is het aandeel van Russen 70%. Tegelijkertijd overschrijdt het aantal van slechts drie inheemse volkeren de honderdduizend: Jakoeten, Boerjaten en Toevanen (in totaal ongeveer 1,2 miljoen), terwijl het aantal Russen in Siberië en het Verre Oosten meer dan 20 miljoen is.

### Kerstening
De wetten van het Russische Rijk verboden de gedwongen doop. De Christelijke zending was exclusief gericht op Kozakken. De belangrijkste factor die de kerstening beperkte was het beleid rond de jasak: gedoopte inheemsen werden vrijgesteld van de betaling van jasak, dus hun massale doop was economisch onrendabel. Ook was de procedure voor opname in de Russisch-Orthodoxe Kerk complex, en werd alleen uitgevoerd in het geval van gemengde huwelijken, waarbij een verzoek aan de gouverneur nodig was. 
Pas na de oekazen van Peter I begon een beleid van massale gedwongen kerstening. Onder invloed van het christendom werden de lokale traditionele namen vervangen door christelijke.

## Tijdlijn

### 16e eeuw - verovering van West-Siberië
- 1581-1585 - Siberische campagne van Jermak
- 1586 - stichting van Tjoemen door Vasili Soekin, als de eerste Russische stad in Siberië, op de plaats van de voormalige hoofdstad van het Siberisch kanaat
- 1587 - stichting van Tobolsk aan de Irtysj, dat later de "hoofdstad van Siberië" werd
- 1590 - Het eerste decreet betreffende een verhuizing van Russische bevolking naar Siberië: 35 landbouwers van de oejezd Solvytsjegodski, "met vrouwen en kinderen en hun hele have"
- 1593 - stichting van Berjozovo
- 1594 - stichting van Soergoet en Tara
- 1595 - stichting van Obdorsk
- 1598 - overwinning van de Pegaja Orda, stichting van Narym
- 1598 - Slag bij de Irmen, definitieve verovering van het Siberisch kanaat

### 17e eeuw - van de Jenisei tot de Grote Oceaan, oorlog met China
- 1601 - stichting van Mangazeja, om de Enetsen te beheersen
- 1604 - stichting van Tomsk als een fort tegen de Dzjoengaren en Jenisej-Kirgiezen
- 1607 - stichting van Toeroechansk als eerste stad aan de Jenisej, verovering van de Enetsen
- 1618 - stichting van Koeznetsk
- 1619 - stichting van Jenisejsk
- Na 1620 - Een onbekende mislukte expeditie naar Tajmyr, waarvan resten gevonden zijn in de Simsabaai en de Faddey-eilanden
- 1623 - Demid Pjanda bereikt voor het eerst de Lena in het distrikt Kirensk
- 1628 - Voivode Andrej Doebenski sticht Krasnojarsk aan de Jenisej, stichting van de ostrog Kansk
- 1630 - Vasili Boegor sticht Kirensk aan de Lena, Ivan Galkin sticht het winterkwartier van Ilimsk
- 1631 - ataman Maksim Perfiljev sticht de ostrogen Bratsk aan de Angara en Oest-Koet
- 1632 - Pjotr Beketov sticht Jakoetsk en Zjigansk
- 1633 - Ivan Rebrov bereikt de monding van de Lena en de Jana
- 1634 - de Jakoeten verslaan de Kozakken van Ivan Galkin op de Lena en belegeren Jakoetsk
- 1638 - stichting van de vojevodstvo Jakoetië, expeditie te paard van de sotnik Ivanov naar de Indigirka tegen de Joekagieren
- 1638 - expeditie van de stolnik Pjotr Golovin en djak Jefim Filatov naar de Lena
- 1639 - Dmitri Kopylov stuurt een detachement onder het bevel van Ivan Moskvitin naar de Zee van Ochotsk
- 1643 - ataman Vasili Kolesnikov bereikt het Baikalmeer en Michail Stadoechin de Kolyma
- 1643 - expeditie van Vasili Pojarkov in de regio Amoer (Daurië)
- 1644-1645 - campagne van de Kozakken tegen de Boerjaten aan de boven-Angara
- 1646 - expeditie van Vasili Pojarkov van Jakoetsk naar de Zee van Ochotsk.
- 1647 - Ivan Moskvitin sticht Ochotsk
- 1648 - Semjon Dezjnjov passeert de Beringstraat
- 1648-1653 - campagnes van Jerofej Chabarov in Daurië
- 1649-1689 - Russisch-Chinese grensconflicten
- 1652 - Slag bij Atsjinsk
- 1653 - stichting van Tsjita en Nertsjinsk in Transbaikal
- 1655 - Belegering van de ostrog Koemara
- 1661 - stichting van Irkoetsk door Jakob Pocharov
- 1665 - stichting van de ostrog Selenga aan de gelijknamige rivier door Gavril Lovtsov
- 1666 - stichting van het Oedinsk-winterkwartier aan de monding van de Oeda in de Selenga, later ostrog Oedinsk
- 1673 - het ostrog Atsjinsk wordt afgebrand door een Kirgizisch leger onder vorst Sjandy Sentsjikejev
- 1685 - Slag bij Albazino tussen Rusland en Qing-China
- 1686 - mislukte poging van Ivan Tolsto-oechov naar Tajmyr, de expeditie raakt verloren
- 1686-1687 - Tweede Slag bij Albazino
- 1688 - belegering van de ostrog Selenga
- 1689 - Verdrag van Nertsjinsk met China
- 1692 - Russische expeditie tegen de Jenisej-Kirgizen, nederlaag van de oeloes Toeba: tot 700 Kirgiezen gedood in de strijd
- 1697-1698 - Kamtsjatka-expeditie van Vladimir Atlasov
- 1699 - bij terugkeer in de ostrog Anadyrsk werd een detachement van Serjoekov vernietigd

### 18e eeuw - Tsjoekotka en Kamtsjatka
- 1703-1715 - opstand in Kamtsjatka tegen de Russen, waarbij de ostrogen Bolsjeretsk en Aklansk werden afgebrand en ongeveer 200 Kozakken gedood
  - 1705 - de Korjaken vernietigen een Kozakkenleger onder leiding van Protopopov, de Russen nemen de grootste Korjaakse nederzetting in
- 1709 - stichting van de Bikatoenski-ostrog  in de uitlopers van de Altaj
- 1711 - Danila Antsyferov verkent de Koerilen
- 1712 - opstand van Kozakken in Kamtsjatka, die hun leiders Atlasov, Tsjirikov en Mironov afzetten en vermoorden
- 1712 - Merkoeri Vagin verkent de Nieuw-Siberische Eilanden
- 1716 - stichting van Omsk
- 1730-1740S - campagne In Tsjoekotka, militaire expedities onder bevel van Dmitri Pavloetski
- 1733-1743 - Grote noordelijke expeditie voor het bestuderen van de Siberische kust van de Noordelijke IJszee door Chariton Laptev en Semjon Tsjeljoeskin,  verkenning van Tajmyr, het Byrrangagebergte en Kaap Tsjeljoeskin
- 1740 stichting van Petropavlovsk in Kamtsjatka
- 1747 - de Tsjoektsjen vernietigen het Anadyr-detachement
- 1748-1755 - zeven militaire campagnes tegen de Tsjoektsjen
- 1752 - Stichting van het fort van Gizjinginsk
- 1753 - belegering door de Korjaken van het fort van Gizjinginsk
- 1778 - einde van de verovering van Tsjoekotka
- 1799 - begin van de kolonisatie van Alaska

### 19e eeuw - Priamoerje en Sachalin
- 1855 - Verdrag van Shimoda met Japan, volgens welke de zuidelijke Koerilen bij Japan en de noordelijke Koerilen bij Rusland komen, en  Sachalin gezamenlijk bezit blijft
- 1856 - stichting van Blagovesjtsjensk
- 1858 - Verdrag van Aigun met China, waarbij Priamoerje aan Rusland komt
- 1858 - stichting van Chabarovsk
- 1860 - Conventie van Peking, Primorje blijft bij Rusland
- 1860 - stichting van Vladivostok
- 1875 - Verdrag van Sint-Petersburg met Japan, Sachalin gaat naar Rusland, de Koerilen naar Japan